# Burning Men
Cet article possède un paronyme, voir Burning.
Ne doit pas être confondu avec Burning Man.
Pour plus de détails, voir Fiche technique et Distribution.
Burning Men est un film britannique sorti en 2019 qui a été réalisé par Jeremy Wooding, qui a aussi écrit le scénario avec Neil Spencer. Le film a été tourné à Londres, à Norfolk en Angleterre et sur la Côte Est de l'Angleterre. Le film a été inspiré par un magasin de collection de vinyles.

## Synopsis
Deux musiciens, Ray (Edward Hayter) et Don (Aki Omoshaybi), doivent vendre des vinyles pour ainsi pouvoir partir en tournée. Ray vole un vinyle rare de musique métal. Ils ne se doutent pas que ce vinyle a des pouvoirs sombres et sataniques. Ils se retrouvent donc poursuivis tout le long de leur voyage par ces forces maléfiques. Ils font la rencontre de deux femmes, qui décident de les rejoindre, tout en essayant d'échapper à ceux qui leur en veulent. Gemma finit par partir et Susie décide de rester avec les deux musiciens.

## Fiche technique
- Titre original : Burning Men
- Réalisation : Jeremy Wooding (en)
- Scénario : Neil Spencer, Jeremy Wooding
- Direction artistique : Jack Rafferty
- Décors : Jeff Sherriff
- Costumes : Emma Clark, Karmjit Kalla
- Cinématographie : Jono Smith
- Montage : Kant Pan
- Production : Jeremy Wooding, Fiona Graham et Michael Vine
- Producteurs exécutifs : Phil Redding, Martin Hawthorn, Mark Melvin et John Drage [4]
- Sociétés de production : Lightbulb Film Distribution Ltd
- Pays d’origine : Angleterre, Royaume-Uni
- Langue originale : anglais
- Format : couleur - son Dolby 5.1 AAC
- Genre : Drame
- Durée : 95 minutes [2]
- Dates de sortie : 
  -  Royaume-Uni : 1er mars 2019

## Distribution
- Edward Hayter : Ray
- Aki Omoshaybi : Don
- Elinor Crawley : Susie
- Katie Collins : Gemma
- David Victor Crossman : l'homme du restaurant
- Lauren Crossman : la barmaid
- James Daltry : chef des pèlerins
- Paul Edward Davies : un musicien
- Raffaello Degruttola : Tony
- Andrew Tiernan : Mad Dad
- Arybella Eddy : Tami, la fille de Mad Dad
- Denise Welch : Julie
- Sarah Jane Potts : Belladonna
- Christopher Fulford : Lenny
- Jennifer Goudie : Emily
- Chris Martin Hill : huissier 1
- Stacie James : Kate
- Simone Lahbib : Eduarda
- Ramage Lard : huissier 2
- Alex Mills : Kirk
- Joseph Millson : Micky

## Production

### Développement
Jeremy Wooding a eu l'idée de réaliser ce film lorsqu'il avait un magasin qui vendait des CD à Camden Market. Il a dit qu'il pensait que ce serait une bonne idée de créer une histoire dans cet univers et que la ville de Norfolk lui a permis de l'aider à créer l'ambiance sombre. Les cofondateurs de Lightbulb, Peter Thompson et Matthew Kreuze, ont déclarés être enthousiastes à l'idée de faire partie de Burning Men.

### Tournage
Le tournage a eu lieu sur la côte Est de l'Angleterre. Le film s'adresse à un public d'une vingtaine d'années. Une des scènes a été tournée dans le magasin de musique Circular Sound sur la rue St Benedicts Street à Norwich et à Yarmouth. Le film a été tourné à partir du point de vue des acteurs. Ces derniers ont porté un casque intégrant une caméra, qui permet aux spectateurs de voir ce que les acteurs voient comme s'ils étaient réellement au cœur de l'action.

## Sortie du film
La bande-annonce ainsi que le poster du film sont sortis en janvier 2019. Le film est sorti le 1er mars 2019 à Londres. En janvier 2019, le film est paru pour une durée limitée en salle de cinéma. Quelques mois après sa parution, le réalisateur, Jeremy Wooding, ainsi qu'Edward Hayter et Elinor Crawley sont apparus à la chaîne de télévision London Live le 28 septembre 2019 pour une entrevue du film.

## Réception

### Critiques
Les cofondateurs de Lightbulb, Peter Thompson et Matthew Kreuzer déclarent que Burning Men est « un road movie britannique à cœur battant et à la bande-son entraînante ».
Screenanarchy a cité que Burning Men est un film audacieux, étant « un rare portrait de l'Angleterre d'aujourd'hui de la ville urbaine de Londres, jusqu'au The Fens. »